# Trehörningen (Gryts socken, Södermanland)
Trehörningen är en sjö i Gnesta kommun i Södermanland och ingår i Nyköpingsåns huvudavrinningsområde.